# Fejervarya iskandari
Fejervarya iskandari é uma espécie de anura da família Ranidae.
É endémica da Indonésia.
Os seus habitats naturais são: terras irrigadas.